# Riverside (Sidney Samson)
Riverside is een nummer van de Nederlandse dj Sidney Samson uit 2009.
Het nummer is gebaseerd op een uitspraak van 2Pac in de film Juice. In die film roept 2Pac's personage Bishop namelijk op de speeltijd van 1:10:25: "Riverside, motherfucker!. Deze uitspraak is gesampled in het nummer. "Riverside" werd in een aantal Europese landen een hit en leverde Samson zijn eerste internationale hit op. In de Nederlandse Top 40 bereikte de plaat de 14e positie. Het meeste succes kende het nummer in de Vlaamse Ultratop 50, waar het de 13e positie bereikte.

## Tracklijst
- Muziekdownload

1. "Riverside" - 5:21
2. "Just Shake" - 5:24